# Šlosarova studánka
Šlosarova studánka je studánka nad obcí Bohuslávky, poblíže vrcholu kopce Neplachov v pohoří Oderské vrchy. Nachází se v na katastrálním území vesnice Slavkov, místní části obce Kozlov v okrese Olomouc v Olomouckém kraji. Informace zda je voda pitná není známá.

## Další informace
Na „opuštěném“ místě se nachází dřevem krytá a zastřešené studna s rumpálem a provazem. Voda ze studánky patří do povodí řeky Bečvy a veletoku Dunaj v úmoří Černého moře. Místo je celoročně volně přístupné. Jihovýchodním směrem pod kopcem se nachází Křišťálová studánka. Studna byla postavena lesníky v roce 2019 a slouží také jako zdroj vody blízké lesnické Bohuslávské Boudy. V okolí Šlosarovy studny a kopce Neplachov se zřejmě nacházela středověká vesnice Neplachov (psáno také Neplachow).

## Galerie

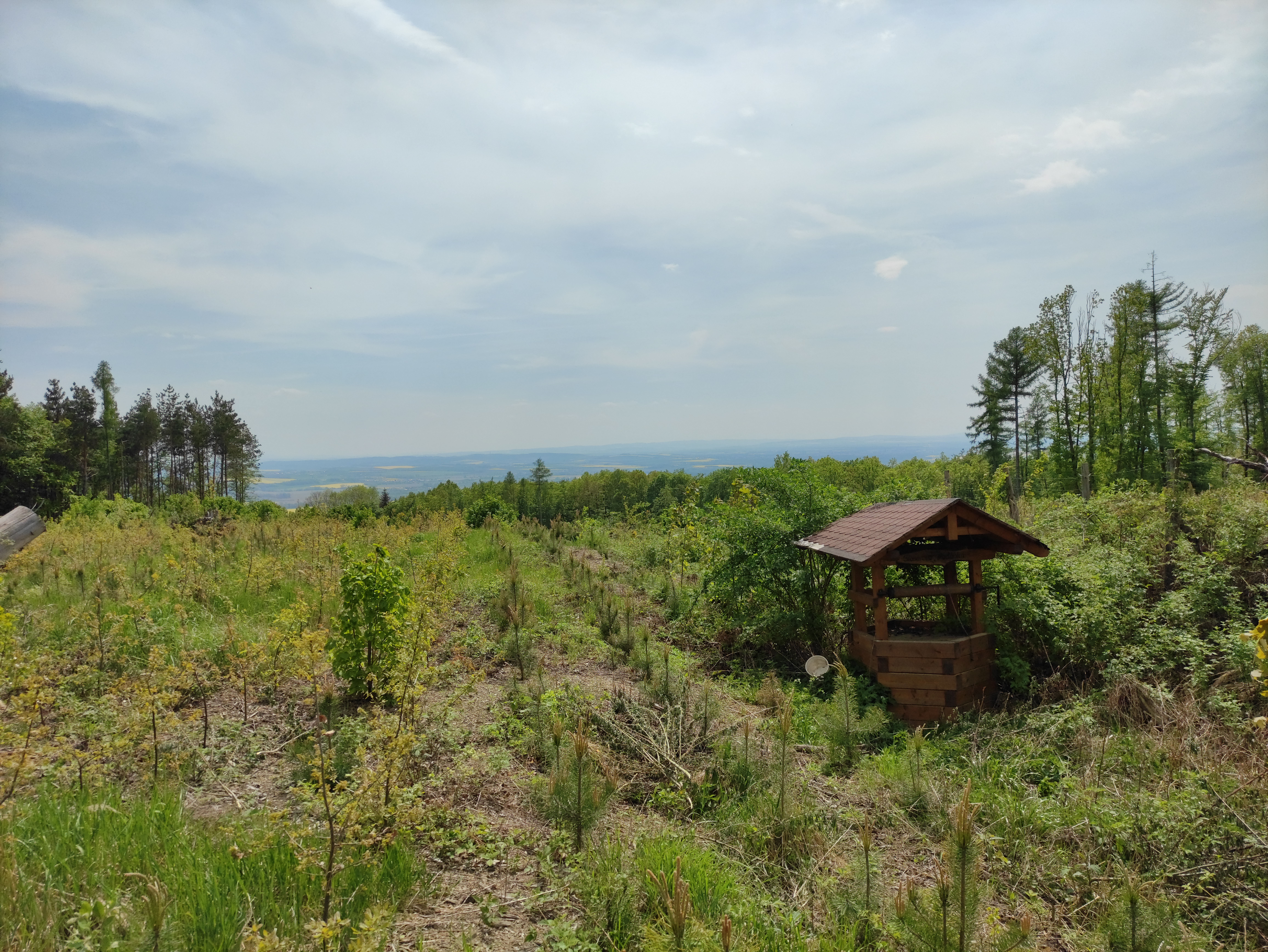